# Yamaha YM2151

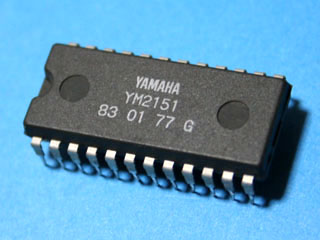
Yamaha YM2151

De YM2151, ook bekend als OPM (FM-Operator Type M) is een door Yamaha ontwikkelde geluidschip en beschikt over een 8 bits adresbus. De behuizing van de chip bevat 24 pinnen. De YM2151 is een geluidschip met vier oscillatoren en 8 kanalen polyfonie. Het was de eerste implementatie in een enkele behuizing met FM synthese, en was ontworpen voor de DX serie keyboards van Yamaha.
De chip werd veel gebruikt in arcade moederborden van Atari en Sega in 1984. Later in arcadespellen van Konami, Capcom, Data East en Namco en flipperkasten van Williams, Bally, Data-East en Gottlieb/Premier.
De chip is ook gebruikt in de Sharp X1 en Sharp X68000 homecomputers.
Ten slotte werd de geluidschip ook gebruikt in de Yamaha SFG-01 en SFG-05 geluidsmodules. Dit waren uitbreidingen voor de MSX en zat standaard ingebouwd in de Yamaha CX5M homecomputer.

## Eigenschappen
- 8 noten polyfonie
- genereren van witte ruis
- deharmonisering tussen octaven
- intervalinstellingen tot 1,6 cents
- timbre kan tijdelijk worden gewijzigd
- vibrato en amplitudemodulatie
- genereren van geluidseffecten
- hard links, hard rechts, midden
- stereo-uitvoer

## Technische details
De YM2151 werd gekoppeld met zowel een YM3012 stereo DAC of een YM3014 monofonische DAC. Hiermee kon de uitvoer van de FM toongenerator uitgevoerd worden naar een analoge audio-uitgang.
OPL: YM3526 · MSX-AUDIO: Y8950 · OPL II: YM3812 · OPL3: YMF262 · OPL4: YMF278B

OPLL: YM2413 · OPM: YM2151

OPN: YM2203 · YM2270 · OPNA: YM2608 · OPNB: YM2610 · OPN2: YM2612 · OPN2C: YM3438

OPP: YM2164 · OPQ: YM3806 · OPS: YM21280 · OPU: YM3420 · OPZ: YM2414 · SSG: YM2149

YM2148 · YM2154 · YM2163 · YM2164